# NGC 1970
NGC 1970 (còn được gọi là ESO 56-SC127) là một cụm tinh vân mở và phát xạ sáng trong chòm sao Kiếm Ngư trong Đám mây Magellan Lớn. Nó được phát hiện bởi John Herschel vào ngày 31 tháng 1 năm 1835. Kích thước rõ ràng của nó là 8,0.